# Ahmet Üzümcü
Ahmet Üzümcü est un diplomate turc, né le 30 août 1951 à Armutlu,Izmir en Turquie. Il est directeur général de l'Organisation pour l'interdiction des armes chimiques depuis 2009, poste pour lequel il a d'ailleurs été reconduit en 2014.

## Études
Il a obtenu un diplôme en relations internationales avec une spécialité en administration publique à la faculté de sciences politiques de l'université d'Ankara. Il parle le français et l'anglais couramment.

## Carrière diplomatique
Il fut d'abord ambassadeur de Turquie à Vienne, en Autriche, de 1979 à 1982, puis consul à Alep de 1982 à 1984.
De 1986 à 1989, il représenta la délégation turque auprès de l’OTAN. Il travailla d’ailleurs pour cette organisation jusqu’en 1994. De 1996 à 1999, il dirigea le personnel du Ministère des affaires étrangères Turc. Il fut ensuite nommé Ambassadeur de Turquie en Israël, jusqu’en 2002. Il fut par la suite le représentant permanent de la Turquie au Conseil de l’OTAN à Bruxelles.
Par la suite, il fut sous-secrétaire adjoint d'État aux affaires politiques bilatérales puis représentant permanent de la Turquie aux Nations unies jusqu’à son élection au poste de directeur général de l’OIAC, en 2009.

## À l'OIAC
En octobre 2009, le conseil exécutif de l’OIAC se réunissait et recommanda Ahmet Üzümcü en tant que directeur général de l’organisation.
La recommandation fut suivie lors de la Conférence des États parties en décembre 2009 qui l’investit alors officiellement.
Ahmet Üzümcü prit ses fonctions le 1er août 2010 et a été réélu le 4 décembre 2013 pour un second mandat jusqu'en 2018.
Il participe à la réunion du Groupe Bilderberg de 2015,.

## Distinctions
- Officier de la Légion d'honneur Il est fait officier par Laurent Fabius pour sa contribution à la destruction des armes chimiques dans le monde, le 15 décembre 2015[9],[10]
- Ordre de Saint-Michel et Saint-Georges Il est fait Compagnon (CMG)

Il a obtenu un doctorat honoris causa de l'Institut d'État des relations internationales de Moscou.